# 末日博士
末日博士（英語：Doctor Doom）是漫威漫畫中的一位反派人物，本名是維克多·馮·杜姆（Victor Von Doom）。出身在拉托维尼亞，學習了大量的魔法與科技，由於一次實驗意外而毁容，所以给自己戴了一張金属面具。
末日博士被《Wizard》雜誌列為百大反派中的第四名，IGN則將他列為漫畫史上百大反派中的第三名。

## 概要
末日博士首次登場於《神奇四侠》#5中，由史丹·李和傑克·柯比聯合創作。傑克·柯比表示設計末日博士時的想法是「鋼鐵與死亡的象徵」，所以將末日博士的模樣設計成穿著全身金屬鎧甲，以此來表現他非人性化的一面。
末日博士在登場後很快便擁有極高的人氣，不過其詳細的設定是在出現的兩年後才慢慢設定完整的。
末日博士是漫威漫畫中最被讀者所認知和最典型的超級反派之一。他也是漫威漫畫中和大多數超級英雄為敵對關係最多的超級反派之一。

## 人物

### 簡介
維克多·馮·杜姆出生於東歐一個位於匈牙利、羅馬尼亞和塞爾維亞之間的小國「拉托維尼亞」。其母親是一名吉普賽女巫，但在尋求魔法力量的時候被惡魔梅菲斯特奪走了靈魂。
杜姆從小就立志要從梅菲斯特的手中解放母親的靈魂，因此，他自學各種魔法，亦是一名科學天才。在離開了當時還處於封建統治的拉托維尼亞後，他來到美國並在紐約州立大學就讀，在那裡他遇見了一生中最大的宿敵李德·理查斯，也就是後來的超級英雄驚奇先生。
杜姆在大學時就刻意保持著和李德的競爭關係，直到某天他製造了一台儀器進行實驗，目的是要解放地獄中的母親的靈魂，卻因為設計有誤而被李德指出了這點，但自負的杜姆仍強行進行實驗，結果造成爆炸，杜姆當場毀容，最後被逐出學校。
之後杜姆獨自一人到西藏尋找力量，在這裡，他成為了一群僧侶的領袖，他們為杜姆鑄造了一套裝甲，並在面具尚未冷卻前就按在了他的臉上。隨後他回到拉托維尼亞殺死了領主，建立了傀儡政權，成為了拉托維尼亞幕後的獨裁者，他利用自己的科學技術將拉托維尼亞改造成一個沒有戰爭和飢餓的天堂。
外界實際上很少人知道杜姆的存在，但是拉脫維尼亞實質上仍舊是一個完全集權統治的國家，在這裡杜姆甚至可以任意殺害大臣。
後來在「善惡軸心」中，杜姆在拉托維尼亞公開露面，並且誠心誠意的道歉，為自己的獨裁統治感到慚愧。

### 人物關係
末日博士是驚奇4超人的最大宿敵，他同時亦是蜘蛛人、鋼鐵人、奇異博士、X戰警、制裁者、刀鋒戰士和復仇者聯盟的對手。

## 能力
末日博士是一名十分聰明的博學家，擁有天才級的智商，在機器人學、遺傳學、武器技術、生物化學和時間旅行等各種科學學科和高科技技術上都有極高的成就，在科技方面僅次於神奇先生。同時他還收集和閱讀了多本古老的魔法典籍，利用從母親那裡遺傳下來的魔法天分和在遊歷時受到西藏僧侶的教導，加上自學的方式學會了無數魔法，其魔法水準甚至僅僅在奇異博士之下，是漫威宇宙中極少數在科學和魔法上都擁有出色的成就的角色。
末日博士最常出現在漫畫中的科學研究成果是仿造他的外貌製造出的機器人「末日機器人」，外表看起來與末日博士幾乎無任何差異，末日博士還在末日機器人上搭載了其裝甲上的武裝，並能透過機器人使用魔法，這使得超級英雄們往往很難辨別出眼前的對手究竟是末日博士本人還是末日機器人。同時，對魔法和提供魔法力量來源的異次元魔神或惡魔毫無敬畏的末日博士總是能利用末日機器人充當使用魔法的代價，這令他在使用各種充滿詭異奇效的黑魔法時不需要顧忌付出而能盡情地使用。
末日博士亦是一名天生的領導者和驚人的戰略家。
末日博士曾經從外星人種族Ovoids那裡學會了轉移意識到其他肉體上的技術，並在某些危機時刻使用好能逃生。
末日博士還能以自己的科技製造出的儀器奪取他人的能力，例如銀色衝浪手或行星吞噬者都多次被他成功偷走過力量。
他身上所穿的一套由鈦製成的動力裝甲擁有和鋼鐵人的裝甲不相上下的能力和性能。除了擁有高度的防禦力之外，還可以發出衝擊波，並搭載有雷射槍等各種高科技武器，同時裝甲內部還儲存著空氣、水、食物、能源儲存和再生裝置，這使末日博士在外太空或水中等環境下也能生存。

## 其他媒體

### 電影
- 《神奇4俠》（1994年）：由約瑟夫·卡爾普（英语：Joseph Culp）飾演末日博士。
- 神奇四俠系列電影
  - 《驚奇4超人》（2005年）：由祖利安·麥馬漢飾演末日博士。
  - 《驚奇4超人：銀色衝浪手現身》（2007年）：由祖利安·麥馬漢飾演末日博士。
  - 《驚奇4超人》（2015年）：由托比·凱貝爾飾演末日博士[7]。
- 漫威電影宇宙：由小勞勃·道尼飾演828號宇宙的末日博士。
  - 《驚奇4超人：第一步》（2025年）：片尾以未露面形式客串。
  - 《復仇者聯盟：末日之戰》（2026年）
  - 《復仇者聯盟：秘密戰爭》（2027年）

### Podcast
- 《漫威廢土之民（英语：Marvel's Wastelanders）》：由迪倫·貝克聲演末日博士。

### 遊戲
- 《漫威英雄 Online》：玩家創角時可選擇末日博士為遊戲角色，或另付費購買。
- 《MARVEL未來之戰》：手機遊戲，末日博士是玩家可使用角色之一。